# Waterhouse River
Waterhouse River är ett vattendrag i Australien. Det ligger i territoriet Northern Territory, omkring 370 kilometer sydost om territoriets huvudstad Darwin.
Omgivningarna runt Waterhouse River är huvudsakligen savann. Trakten runt Waterhouse River är nära nog obefolkad, med mindre än två invånare per kvadratkilometer. Genomsnittlig årsnederbörd är 919 millimeter. Den regnigaste månaden är mars, med i genomsnitt 219 mm nederbörd, och den torraste är juli, med 1 mm nederbörd.